# Irish Open 1991
Die Irish Open 1991 im Badminton fanden vom 6. bis zum 8. Dezember 1991 im Terenure Badminton Centre in Dublin statt.

## Medaillengewinner
| Disziplin    | Gold                       | Silber                        | Bronze                              |
| ------------ | -------------------------- | ----------------------------- | ----------------------------------- |
| Herreneinzel | Jeroen van Dijk            | David Humble                  | Hans Sperre jr.                     |
| Herreneinzel | Jeroen van Dijk            | David Humble                  | Pierre Pelupessy                    |
| Dameneinzel  | Fiona Smith                | Doris Piché                   | Irina Serova                        |
| Dameneinzel  | Fiona Smith                | Doris Piché                   | Katrin Schmidt                      |
| Herrendoppel | Nick Ponting Dave Wright   | Andy Goode Chris Hunt         | Erik Lia Hans Sperre jr.            |
| Herrendoppel | Nick Ponting Dave Wright   | Andy Goode Chris Hunt         | Chris Bruil Ron Michels             |
| Damendoppel  | Alison Humby Joanne Wright | Katrin Schmidt Kerstin Ubben  | Nicole Baldewein Kerstin Weinbörner |
| Damendoppel  | Alison Humby Joanne Wright | Katrin Schmidt Kerstin Ubben  | Anne Gibson Jennifer Williamson     |
| Mixed        | Nick Ponting Joanne Wright | Michael Keck Anne-Katrin Seid | Ron Michels Sonja Mellink           |
| Mixed        | Nick Ponting Joanne Wright | Michael Keck Anne-Katrin Seid | Robert Neumann Karen Stechmann      |